# Liste der Biografien/Veh
Liste der Biografien |
Portal Biografien |
Personensuche
# |
A |
B |
C |
D |
E |
F |
G |
H |
I |
J |
K |
L |
M |
N |
O |
P |
Q |
R |
S |
T |
U |
V |
W |
X |
Y |
Z |
?
 
Va |
Vd |
Ve |
Vh |
Vi |
Vj |
Vl |
Vn |
Vo |
Vr |
Vs |
Vt |
Vu |
Vy
 
Vea |
Veb |
Vec |
Ved |
Vee |
Veg |
Veh |
Vei |
Vej |
Vek |
Vel |
Vem |
Ven |
Veo |
Veq |
Ver |
Ves |
Vet |
Veu |
Vev |
Vex |
Vey |
Vez
Die Liste der Biografien führt alle Personen auf, die in der deutschsprachigen Wikipedia einen Artikel haben. Dieses ist eine Teilliste mit 43 Einträgen von Personen, deren Namen mit den Buchstaben „Veh“ beginnt.

## Veh
- Veh, Armin (* 1961), deutscher Fußballspieler und -trainerArmin Veh (* 1961)

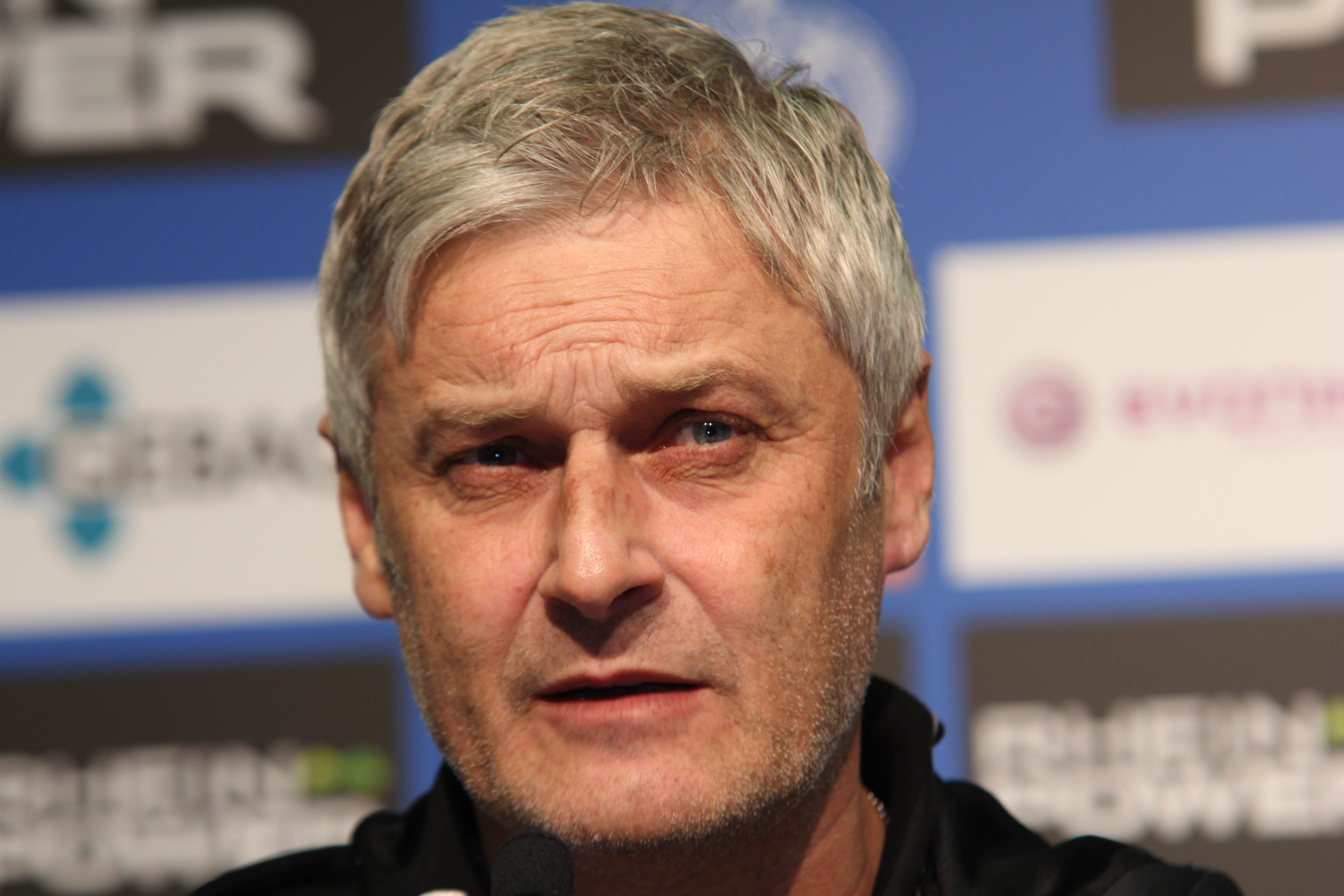
Armin Veh (* 1961)

- Veh, Martina (* 1971), deutsche Regisseurin und Hochschullehrerin
- Veh, Otto (1909–1992), deutscher Lehrer, Historiker und Übersetzer antiker lateinischer Werke
- Veh, Tim von (* 1963), deutscher Zeichner und Grafiker
- Veh, Verena (* 1977), deutsche Volleyballspielerin

### Veha
- Vehabović, Faris (* 1967), bosnisch-herzegowinischer Jurist und Richter am Europäischen Gerichtshof für Menschenrechte
- Vehabović, Sami (* 2005), bosnischer Fußballspieler
- Vehanen, Petri (* 1977), finnischer Eishockeytorwart
- Vehar, Max (1910–1992), deutscher Unternehmer und Politiker (CDU), MdB

### Vehb
- Vehbi, Seyyid (1674–1736), osmanischer Dichter

### Vehe
- Vehe, Michael (1485–1539), deutscher Mönch, Kirchenlehrer, Weihbischof und Herausgeber des ersten katholischen Gesangbuches mit Noten
- Vehe, Robert (* 1953), US-amerikanischer Radrennfahrer
- Vehe-Glirius, Matthias (1545–1590), antitrinitarischer Theologe

### Vehl
- Vehlewald, Hans-Jörg (* 1964), deutscher Journalist
- Vehling, Joseph Dommers (1879–1950), deutsch-US-amerikanischer Koch, Autor und Kochhistoriker
- Vehling, Werner (1941–2024), deutscher Politiker (SPD)
- Vehlmann, Fabien (* 1972), französischer Comicautor
- Vehlmann, Monika (* 1980), estnische Fußballspielerin
- Vehlow, Franz (1895–1936), deutscher KPD-Funktionär, Gewerkschaftsfunktionär und Interbrigadist
- Vehlow, Johannes (1890–1958), deutscher Astrologe

### Vehm
- Vehmaa, Kasperi (* 2005), finnischer Leichtathlet
- Vehmeier, Wilhelm (1893–1989), deutscher Politiker (KPD)

### Veho
- Vehovar, Andraž (* 1972), slowenischer Kanute

### Vehr
- Vehr, Peter (1585–1656), deutscher Theologe und Pädagoge
- Vehr, Urban John (1891–1973), US-amerikanischer Geistlicher, Erzbischof von Denver
- Vehrenberg, Hans (1910–1991), deutscher Steuerberater, Jurist und Amateurastronom
- Vehrencamp, Sandra Lee (* 1948), US-amerikanische Ornithologin und Ethologin
- Vehres, Gerd (1941–2009), deutscher Diplomat, Botschafter der DDR in Ungarn
- Vehreschild, Maria (* 1979), deutsche Ärtin und Hochschullehrerin
- Vehreschild, Stephan (* 1959), deutscher Politiker (CDU) und Bürgermeister von Niederkassel
- Vehrigs, Ursula (1893–1972), deutsche Malerin
- Vehring, Fritz (* 1944), deutscher Künstler und Hochschullehrer
- Vehring, Karl-Heinz (* 1935), deutscher VerwaltungsjuristKarl-Heinz Vehring (* 1935)

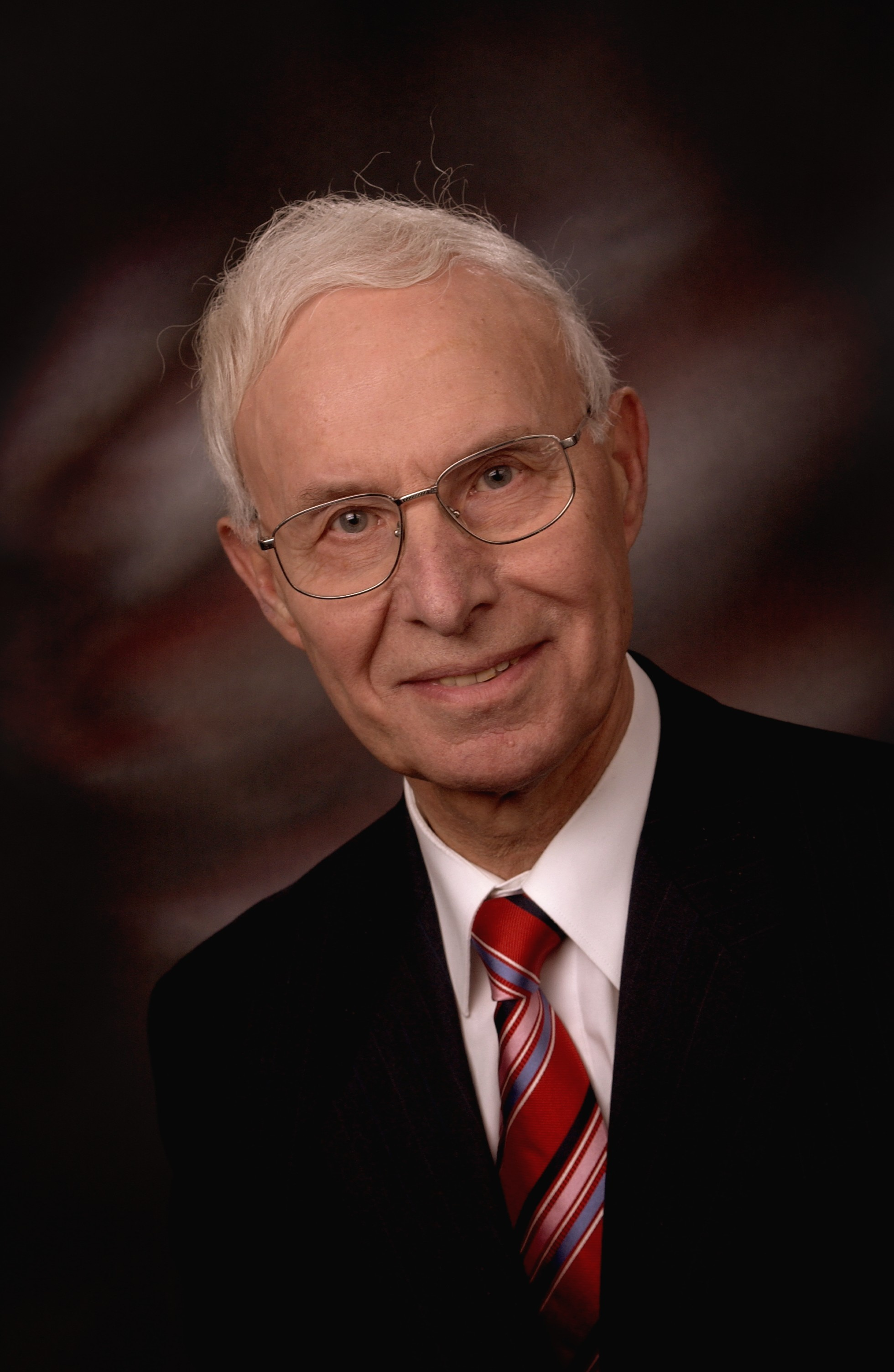
Karl-Heinz Vehring (* 1935)

- Vehring, Vera (* 1944), deutsche Keramikerin

### Vehs
- Vehse, Karl Eduard (1802–1870), deutscher Historiker und Archivar
- Vehse, Mark (* 1977), deutscher Maschinenbauer und Schiffstechniker
- Vehse, Otto (1901–1943), deutscher Historiker
- Vehse, Wolfgang (* 1945), deutscher Beamter und Politiker
- Vehslage, John H. G. (1842–1904), US-amerikanischer Politiker

### Vehu
- Vehus, Barbara († 1597), Äbtissin von Lichtenthal
- Vehus, Hieronymus (1484–1544), deutscher Humanist und Jurist

### Vehv
- Vehviläinen, Anu (* 1963), finnische Politikerin
- Vehviläinen, Veini (* 1997), finnischer Eishockeytorwart